# Prix Aleksis-Kivi
Le prix Aleksis-Kivi (en finnois : Aleksis Kiven palkinto) est décerné par la Société de littérature finlandaise (SKS) pour récompenser l'œuvre d'une vie à des écrivains de littérature finlandaise.

## Présentation
Le prix fut décerné annuellement de 1936 à 1967. Puis pendant dix ans il fut décerné tous les deux ans et depuis 1978 il est attribué tous les trois ans. En 2009, le montant du prix s'élevait à 15 000 euros.

## Écrivains ayant reçu le prix
- 1936  Otto Manninen
- 1937  F. E. Sillanpää
- 1938  Maria Jotuni
- 1939  Kaarlo Sarkia et V. A. Koskenniemi
- 1940  Maila Talvio
- 1941  Larin-Kyösti
- 1942  Aino Kallas
- 1943  Martti Merenmaa
- 1944  L. Onerva
- 1945  Toivo Pekkanen
- 1946  Aaro Hellaakoski
- 1947  Mika Waltari
- 1948  Einari Vuorela
- 1949  Viljo Kojo
- 1950  Ilmari Kianto
- 1951  Heikki Toppila
- 1952  Yrjö Jylhä
- 1953  Lauri Viljanen
- 1954  P. Mustapää
- 1955  Aale Tynni
- 1956  Lauri Viita
- 1957  Lauri Pohjanpää
- 1958  Helvi Hämäläinen
- 1959  Viljo Kajava
- 1960  Väinö Linna
- 1961  Eeva-Liisa Manner
- 1962  Juha Mannerkorpi
- 1963  Matti Hälli
- 1964  Arvo Turtiainen
- 1965  Eila Pennanen
- 1966  Paavo Haavikko
- 1967  Eeva Joenpelto
- 1968  Elina Vaara
- 1970  Veikko Huovinen
- 1972  Veijo Meri
- 1974  Pentti Saarikoski
- 1976  Tuomas Anhava
- 1978  Antti Hyry
- 1981  Eila Kivikk'aho
- 1984  Eino Säisä
- 1987  Sirkka Selja
- 1990  Hannu Salama
- 1993  Kerttu-Kaarina Suosalmi
- 1996  Erno Paasilinna
- 1999  Martti Joenpolvi
- 2002  Aila Meriluoto
- 2005  Sirkka Turkka
- 2009  Antti Tuuri
- 2012  Kirsi Kunnas[2]
- 2013  Leena Krohn[3]
- 2016  Pirkko Saisio
- 2017  Eeva Kilpi
- 2020  Helena Sinervo
- 2023  Rosa Liksom